# Phemonoe

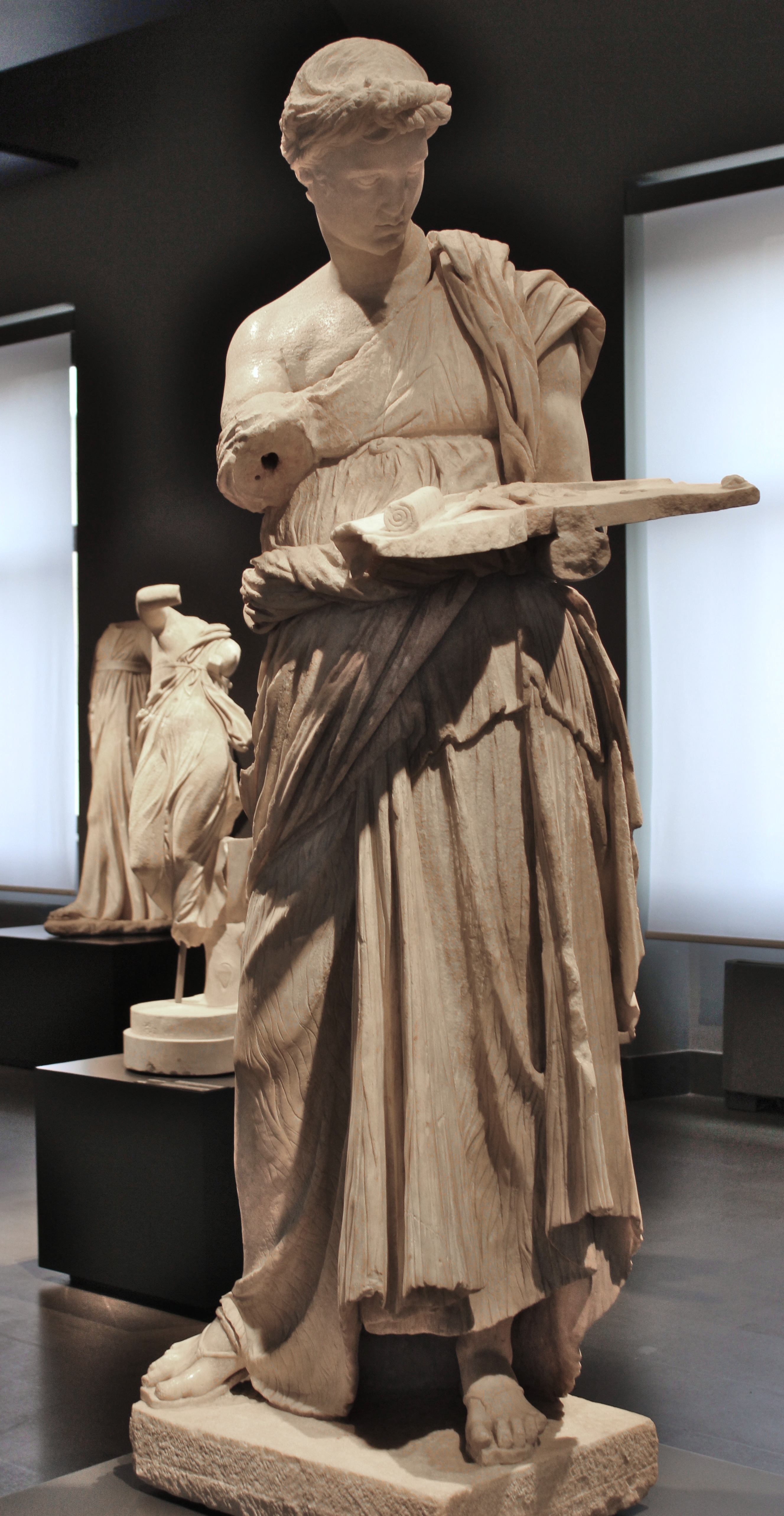
Mädchen von Antium, von Paolino Mingazzini als Phemonoë gedeutet

Phemonoë (altgriechisch Φημονόη Phēmonóē) wurde Tochter Apollons oder seines Sohnes Delphos genannt und galt als erste Pythia im Orakelheiligtum von Delphi. Ob sie als mythische oder als historische Gestalt aufzufassen ist, kann nicht geklärt werden.
Clemens von Alexandria setzt ihre Lebenszeit 27 Jahre vor der des Orpheus, des Musaios und des Lehrers des Herakles, Linos, an. Laut Pausanias, der verschiedene Orakel von Phemonoë überliefert, war sie Erfinderin des klassischen Versmaßes der epischen Dichtung, des Hexameters:

„Die bedeutendste und am meisten verbreitete Überlieferung betrifft Phemonoe, wie Phemonoe die erste Verkünderin des Gottes wurde und als erste den Hexameter sang.“

Bei Diogenes Laertios wird überliefert, dass Antisthenes sie als Schöpferin des Spruchs „Erkenne dich selbst“ (γνῶθι σεαυτόν) ansah, der am Eingang des delphischen Apollontempels angebracht war.  In der römischen Dichtung, etwa bei Lukan und bei Statius, wird ihr Name als Synonym für eine Prophetin par excellence benutzt.
Artemidor von Daldis entwirft in seinem Werk Traumdeutung (Ὀνειροκριτικὰ Oneirokritiká) von Phemonoë das Bild einer Philosophin und zitiert sie zweimal im Rahmen philosophischer Erörterungen. So habe sie gesagt, „das Feuer im Hausgebrauche klein und rein zu sehen [...], bedeute Glück, ein grosses und zügelloses aber Unheil.“ An anderer Stelle lässt er sie Sitte als ungeschriebenes Gesetz definiert haben. Ob unter ihrem Namen Bücher in Umlauf waren, ist unsicher. Aus der naturalis historia des Plinius, der sie ausführlich zu einer Adlerart und zum Vogelflug zitiert, leitete man die Vermutung ab, ein Buch „Über die Vogelkunde“ wäre ihr zugeschrieben worden. In der Schrift „Über Zuckungsmantik“ (Περὶ παλμῶν μαντική Perí palmṓn mantikḗ) des Pseudo-Melampus wird Phemonoë lobend erwähnt.
In der Anthologia Palatina ist ein Epigramm des Dichters Antipatros von Thessalonike erhalten, das eine in einen pharos genannten Mantel gehüllte Statue der Phemonoë beschreibt. Die Basis einer solchen Statue der Phemonoë aus dem 3. Jahrhundert v. Chr. wurde in Delphi nahe dem Apollontempel gefunden. Es handelt sich um die einzige einer Pythia gestiftete Basis in Delphi.
Mit dem Beginn des 17. Jahrhunderts lässt sich das Interesse an Phemonoë in der Neuzeit nachweisen. So gedenken etwa Lucretia Marinella im Jahr 1601 und Johann Frauenlob, für den sie 1631 „eine sinnreiche/gelehrte und fürtreffliche Poetin gewesen“ ist, der ersten Pythia.